# Bolodon
Bolodon (лат.) — род вымерших млекопитающих из семейства Plagiaulacidae отряда многобугорчатых (Multituberculata). Род существовал в конце триасового периода — в начале мелового периода (208,5—136,4 млн лет назад).
Описан в 1871 году Ричардом Оуэном по окаменелостях, найденных в отложениях формации Моррисон (США). Вид Bolodon crassidens обнаружен в меловых отложениях в Англии в Дорсете.

## Классификация
На январь 2020 года в род включают 6 вымерших видов:
- Bolodon crassidens Owen, 1871typus
- Bolodon elongatus Simpson, 1928
- Bolodon falconeri Owen, 1871
- Bolodon hydei Cifelli et al., 2014
- Bolodon minor Falconer, 1857
- Bolodon osborni Simpson, 1928

Вид Bolodon elongatus возможно следует выделить в отдельный род.